# 五島軒
株式会社五島軒（ごとうけん）は、北海道函館市末広町に本社を置く、洋食店の経営、パン・菓子・カレー製品の製造・販売をする企業。
函館市の老舗西洋洋食店「レストラン雪河亭」、五島軒の味を再現したレトルトカレー「函館カレー」が有名。

## 概要

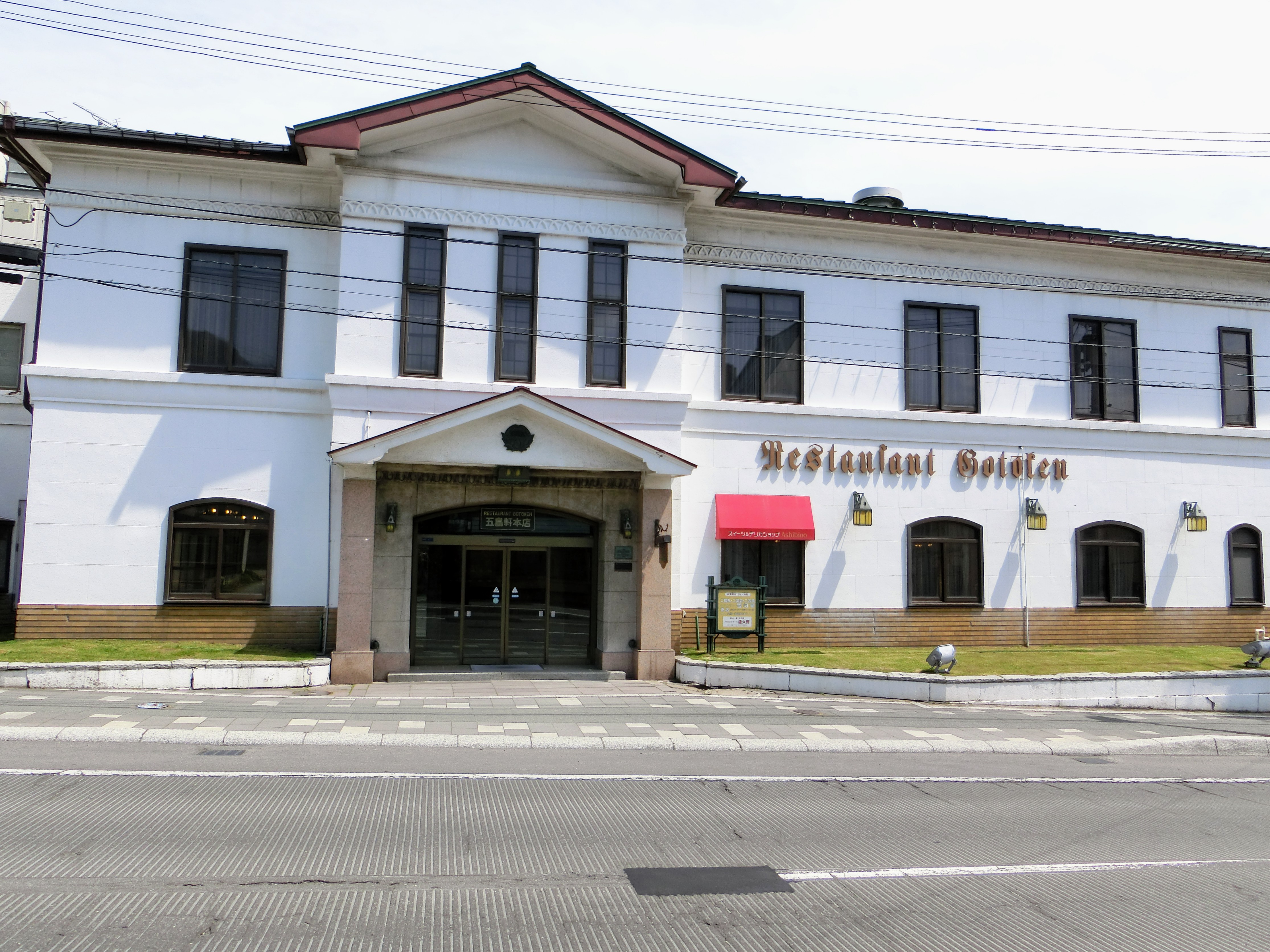
五島軒本店旧館

1879年（明治12年）4月、東京都（江戸蠣殻町）出身の初代社長・若山惣太郎が富岡町（現・函館市弥生町）でパン屋を開業したのが西洋洋食店「レストラン五島軒」の始まりである。屋号は、長崎県五島列島出身の初代料理長・五島英吉に由来する。
「ロシア料理とパンの店」として開業し、初期にはホップの野生酵母で発酵させたパンを販売し、東京、横浜、神戸にも出荷。その後、イーストによるパンに切り替わり、一般販売も途絶えたが、昭和50年代まで自家製パンをレストランで提供していた。
カレーの味は、初代料理長が函館ハリストス正教会でロシア料理を習得したのが始まりで、大正時代に二代目料理長・若山徳次郎が帝国ホテルでの修行で会得したものを、地元の食材を活かしてアレンジしたものである。三代目若山徳次郎は当初法政大学卒業後、家業を継ぐ意思がなかったが、二代目の急逝で引き継ぎ、絵画の取り扱いなども行って日本とフランスの交流に尽力、レジオンドヌール勲章を受けている。
1945年の終戦後には本店がGHQに接収され、1950年の接収解除まで函館市から市民会館を借り受けてカレーライスや魚フライなどの惣菜販売を行う一方アイスキャンディーなどの新商品も開発した。
1987年には観光客から混雑で入店できない旨の苦情をきっかけとして、函館市内の缶詰工場に製造を委託してカレー缶詰を製品化、函館市内外で販売を開始。1988年の青函トンネル開通記念博覧会をきっかけに評判が高まった。しかし中元や歳暮による繁忙期に品切れが生じて、カレー缶詰専用の製造ラインの設置を検討するも、野菜や果物の缶詰を主力としていた委託工場に理解を得られず、6億6千万円をかけて上磯町内に缶詰カレーと洋菓子の自社工場を1993年に建設。1997年には2億円をかけレトルトカレー工場を増設した。1997年にはレストラン・洋菓子販売を主力としていた時代の20億円を超える、28億円の売上高を記録。一方不況や人口減で飲食・外販部門を縮小し、10店以上の支店を2011年時点では6店にまで縮小している。
2000年には「函館の食文化育成と「函館ブランド」の全国発信」の功績により北海道新聞文化賞を受賞。2015年7月22日、函館市経済部工業振興課は「平成27年度ビジュアルコミュニケーション導入支援事業」の支援企業として株式会社五島軒を指定、担当デザイナーとしてブルーム・エーの岡田暁が指定された。
2022年からパンの製造販売を復活し、北海道産の小麦「ゆめちから」を使用した食パン、カレーパン、スイーツ入りパンなどを生産する。2023年には宴会・法要事業からの撤退を決定、宴会関連の利用は1991年の約300件から2019年には約40件に激減し経営の負担となっていたことから宴会用の4室のうち定員350人の大型宴会場を自社所蔵の美術品などを展示する美術館・博物館スペース、他3室を貸し会議室に転換するとした。

## レストラン雪河亭

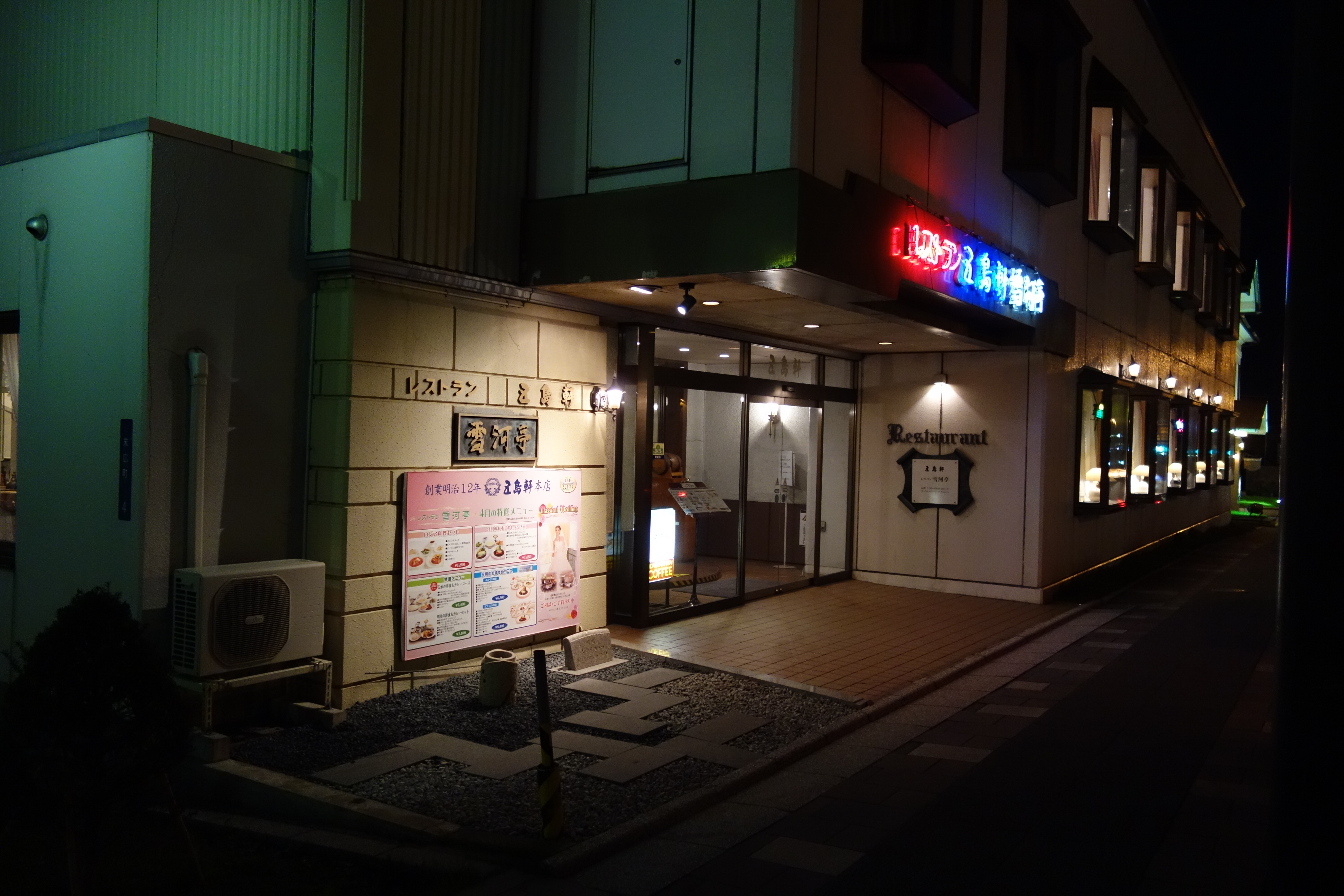
レストラン雪河亭

1922年（大正11年）に建設された3階建ての店舗が1934年（昭和9年）3月21日の函館大火で焼失したため、その翌年の1935年（昭和10年）に竣工した建物が、現在五島軒本店旧館と呼ばれる建物である。設計には亀井勝一郎の弟・勝次郎も参加した。五島軒本店旧館は、1989年（平成元年）に函館市の「景観形成指定建築物」となり、1997年（平成9年）5月7日には、「登録文化財制度」に基づき、北海道初の登録有形文化財に（札幌市資料館と共に）登録された。1989年（平成元年）10月五島軒本店に明仁天皇・美智子皇后（いずれも当時）夫妻が訪れ、「リッチ鴨カレー」の昼食を摂った。船山馨の小説「蘆火野（あしびの）」は同店をモデルとしている。
支店は、同じく函館市内の五稜郭公園に隣接する五稜郭タワーの2階に設けられている。
2014年4月21日、「函館スペイン映画祭」と並行して実施された「函館スペイン週間」のイベントのひとつとして、「2014スペイン料理フォーラム in HAKODATE」を本店で開催。
総料理長は、山本庸子（14代目）。

## 主力製品

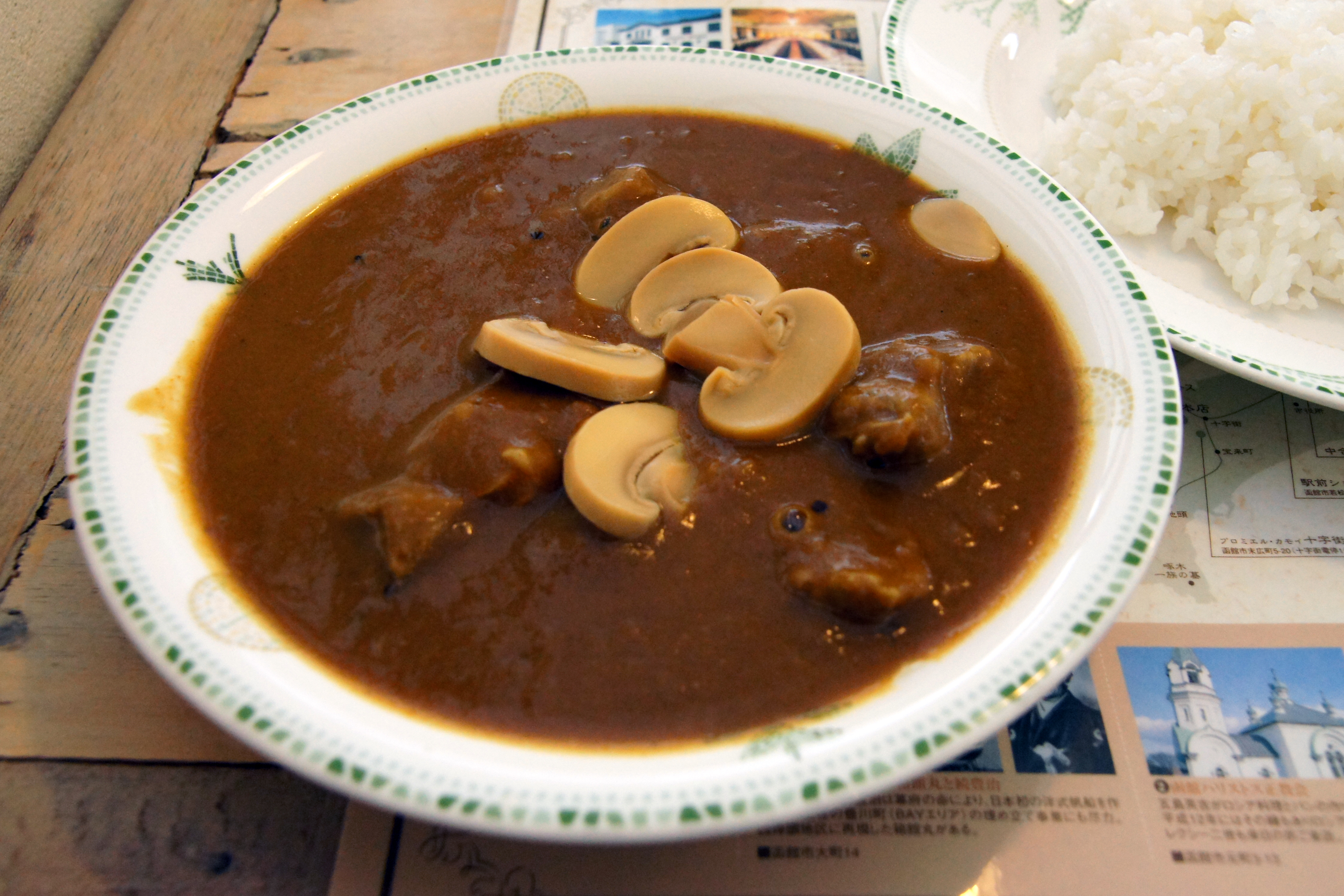
蘆火野カレー

「函館港町カレー」と｢函館カレー｣

レトルト・缶詰の製造には「レシピが同じでも、シェフでなければ店と同じ味は出ない」との思いから、本店シェフを工場長に据え、実店舗同様に北海道産の肉・野菜を使用。食感を活かす煮崩れない加熱法を用いるなどし、味に関わる部分の合理化をせず、工場に複数人のシェフを据え、一方で工程や設備は不断に見直す効率化を行っている。
五島軒レトルトカレー
- 函館カレー - 北海道の肉、野菜を使ったポークカレー。[13]
- 蘆火野カレー（函館限定品） - 小説『蘆火野（あしびの）』の著者船山馨へ三代目料理長・若山徳次郎が振る舞ったビーフカレーを再現したもの。
- 究極の函館カレー
- 創業130年記念カレー
- 函館港町カレー

五島軒缶詰
- イギリス風ビーフカレー（中辛）- 若山徳次郎が帝国ホテルで修行中に会得したものを基にし、北海道の食材と風土に合わせ完成したカレー。[13]

## 所在地
本社
北海道函館市末広町4-5
飲食店
本店（レストラン雪河亭）
北海道函館市末広町4-5
函館カレーEXPRESS 五稜郭タワー店
北海道函館市五稜郭町43-9（五稜郭タワー2階）
工場
第1工場
北海道北斗市追分3-2-19
第2工場
北海道北斗市追分3-3-15
直営売店
十字街プロミエルカモイ店
北海道函館市末広町5-20
テナント店舗
イトーヨーカドー函館店
イオン上磯店
イオン湯川店
洋食バル・函館五島軒
伸和ホールディングス（札幌市西区）との協業
札幌フコク生命ビル店
北海道札幌市中央区北2条西3丁目 sitatte sapporo 2F
札幌ル・トロワ店
北海道札幌市中央区大通西1-13 ル・トロワ 7F
大通店
北海道札幌市中央区南1条西2丁目9-1 IKEUCHI ZONE 8F
ルミネ2大宮店
埼玉県さいたま市大宮区錦町630番地 ルミネ2大宮 4F